# 郑州市市长列表
郑州市市长是河南省郑州市的最高行政长官，本列表列出历任郑州市市长及相应职务者。

## 中华民国时期
1912年中华民国成立后，郑州仍沿清制为州，1913年废州改县，改郑州为郑县。1927年冯玉祥进驻河南，于1928年3月18日改郑县为郑州市。1931年1月13日复为郑县，直至1948年中国人民解放军占领郑县。
以下仅列出1928-1931年间郑州市市长，关于1912-1928年及1931-1948年间的行政长官，请参见郑县县长列表。
1. 刘治洲：1928年3月－1928年8月
2. 李　欣：1928年8月－1928年12月
3. 赵守钰：1928年12月－1929年7月
4. 祝鸿元：1929年7月－1929年12月
5. 何梦庚：1930年1月－1931年1月

## 中华人民共和国时期
- 郑州市军事管制委员会主任

1. 张际春：1948年10月－1948年11月

- 郑州市人民民主政府市长：

1. 宋致和：1948年10月－1949年6月

- 郑州市人民政府市长：

1. 宋致和：1949年6月－1955年2月

- 郑州市人民委员会市长：

1. 宋致和：1955年2月－1956年12月
2. 王均智：1956年12月－1968年1月

- 郑州市革命委员会主任

1. 王　辉：1968年1月－1974年1月
2. 张俊卿：1974年1月－1977年12月
3. 于一川：1977年12月－1979年12月
4. 李宝光：1979年12月－1980年12月

- 郑州市人民政府市长（复设）：

1. 徐学龙：1980年12月－1982年3月
2. 孙化三：1982年4月－1983年5月（代理）
3. 胡树俭：1983年6月－1991年1月
4. 张世英：1991年3月－1994年3月
5. 朱天宝：1994年3月－1996年11月
6. 陈义初：1996年11月－2003年2月
7. 王文超：2003年2月－2006年1月
8. 赵建才：2006年2月－2011年3月
9. 吴天君：2011年5月－2011年12月（代理）
10. 马　懿：2011年12月－2016年5月
11. 程志明：2016年5月－2018年1月
12. 王战营：2018年2月－2018年2月（代理）
13. 王新伟：2018年9月－2020年12月
14. 侯　红：2020年12月－2022年1月
15. 何　雄：2022年1月－2025年2月
16. 莊建球：2025年2月－现任